# Grumman J2F Duck
El Grumman J2F Duck fue un hidroavión anfibio biplano monomotor de fabricación estadounidense, diseñado por la Grumman Aircraft en los años 30 del siglo XX.

## Desarrollo
Fue una versión mejorada del anterior JF Duck, del que se distinguía por tener un flotador más largo. Fue ordenado por la Armada estadounidense como J2F.
El prototipo J2F-1 voló por vez primera el 2 de abril de 1936, y estaba propulsado por un motor Pratt & Whitney R-1830 Twin Wasp de 700 hp, al igual que el primer lote de serie. El segundo pedido de 14 J2F-2 estaba destinado al Mando Costero y aparte de equipo adicional, estaba equipado con un motor Wright R-1820 Cyclone, con una potencia de 589 kW (790 hp). Veinte unidades de la variante J2F-3 fueron construidas en 1939 como transportes exclusivos para oficiales de la Armada, con interiores forrados de raso. Pero debido a la presión para aumentar la producción causada por la entrada de los Estados Unidos en la Segunda Guerra Mundial en 1941, la producción del J2F fue transferida a la Columbia Aircraft Corporation en Long Island, Nueva York. Esta empresa produjo 330 hidroaviones en la variante J2F-6 para la Armada y la Guardia Costera estadounidenses.
Varios hidroaviones excedentes de la Armada fueron convertidos en 1941 para su empleo por las Fuerzas Aéreas del Ejército de los Estados Unidos como aviones de rescate marítimo con la denominación OA-12 (un J2F-5), y como OA-12A (cinco J2F-6).

## Diseño
El J2F era un biplano con alas de igual envergadura, un gran flotador central monocasco que también albergaba el tren de aterrizaje retráctil y estructura de aluminio. Tenía flotadores estabilizadores montados sobre pivotes bajo cada ala inferior. Dos o tres tripulantes iban en cabinas en tándem, con el piloto delante y el observador detrás, con espacio para un operador de radio si era necesario; en el fuselaje había espacio para dos pasajeros o una camilla.
El flotador central del Duck estaba fusionado con el fuselaje, haciéndolo casi un hidrocanoa a pesar de su parecido con un avión equipado con flotadores. Este formato era compartido por el anterior Loening OL-9, del que Grumman compró los derechos de diseño del casco, del flotador central y del tren de aterrizaje. Al igual que el F4F Wildcat, su estrecho tren de aterrizaje era accionado mediante una manivela.

## Historia operacional
Este avión fue empleado por la Armada y la Guardia Costera estadounidenses, en esta última como avión utilitario en misiones tales como levantamiento de mapas, rescate, fotografía aérea y remolque de blancos.

## Variantes

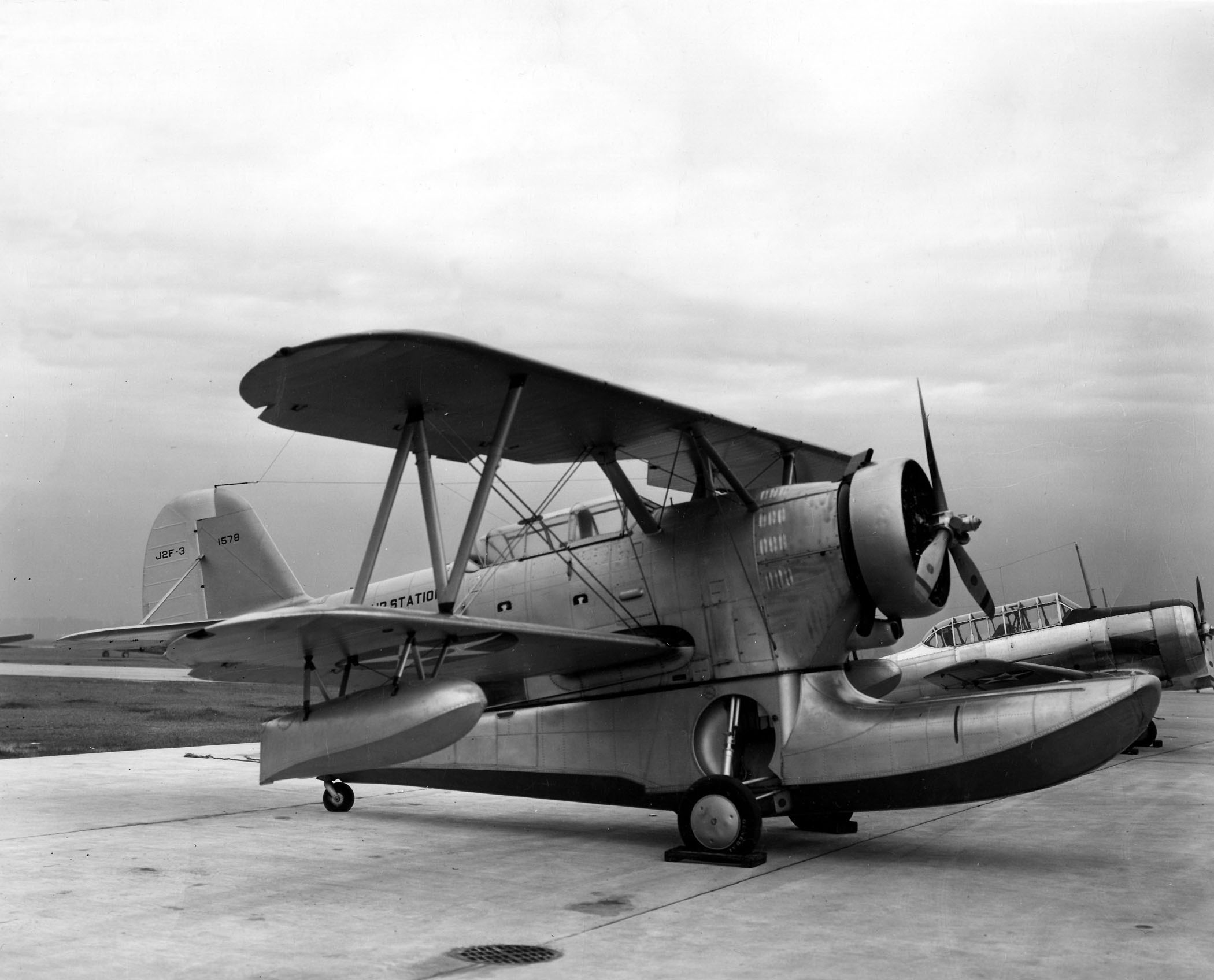
Un J2F-3 en el NAS de Jacksonville en 1940.

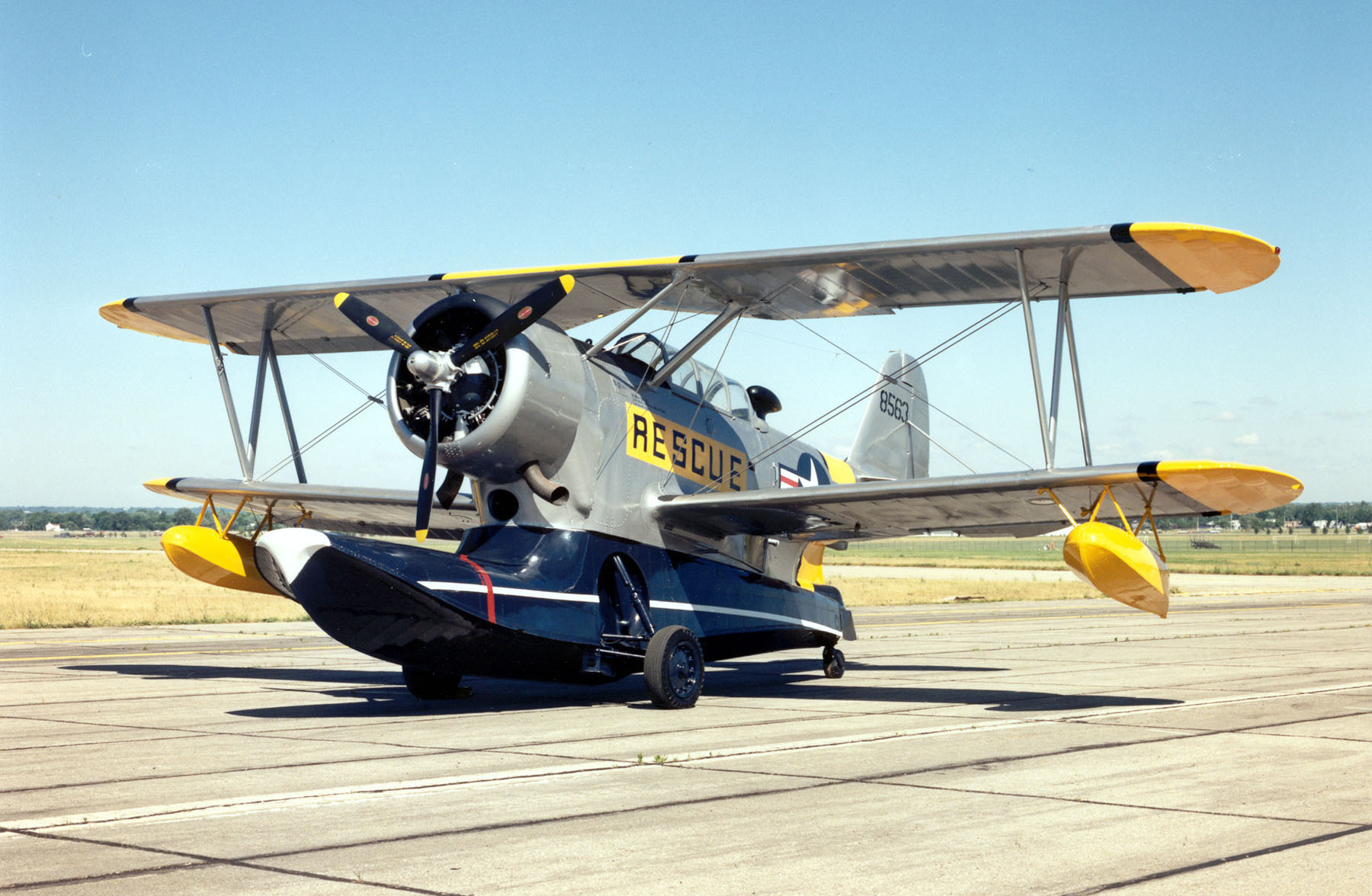
Un OA-12 de la USAF.

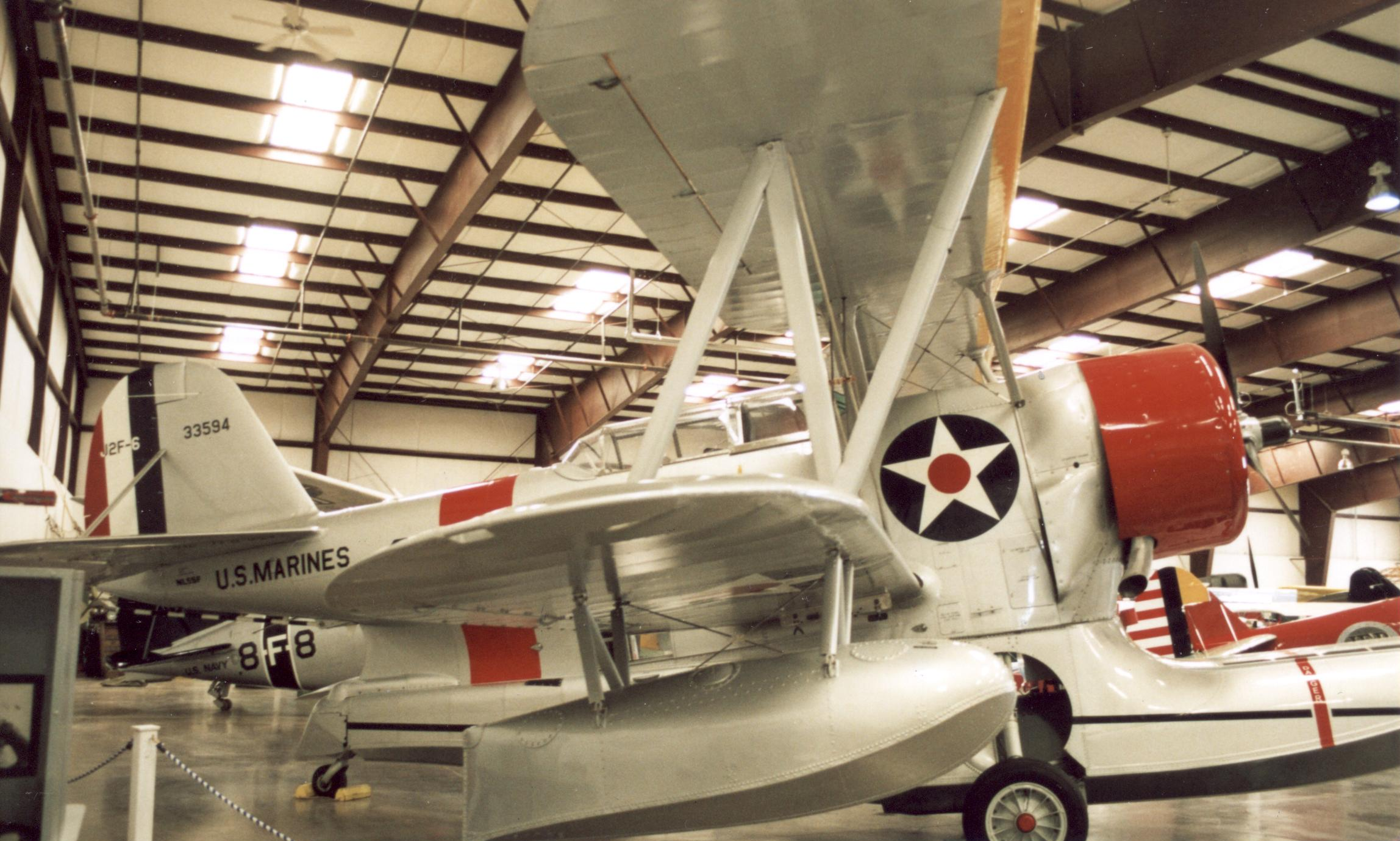
Un J2F-6 construido por Columbia Aircraft con marcas del Cuerpo de Marines expuesto en Valle, Arizona, octubre de 2005.

J2F-1
Versión de serie inicial, con motor R-1820-20 de 750 hp, 29 unidades construidas.
J2F-2
Versión del Cuerpo de Marines de los Estados Unidos con ametralladoras dorsal y en el morro, y soportes para bombas bajo las alas, 21 unidades construidas.
J2F-2A
Como el J2F-2 , pero con modificaciones menores para su empleo en las Islas Vírgenes de los Estados Unidos, 9 unidades construidas.
J2F-3
J2F-2 propulsado por un motor R-1820-26 de 850 hp, 20 unidades construidas.
J2F-4
J2F-2 propulsado por un motor R-1820-30 y equipado con aparejos para remolque de blancos, 32 unidades construidas.
J2F-5
J2F-2 propulsado por un motor R-1820-50 de 850 hp, 144 unidades construidas; fue la primera variante en ser bautizada oficialmente como Duck.
J2F-6
Versión del J2F-5 construida por la Columbia Aircraft Corp., con motor R-1820-54 de 1050 hp con capota anular de larga cuerda, soportes para bombas bajo las alas y capacidad de instalar aparejos para remolque de blancos, 330 unidades construidas.
OA-12/OA-12A
Conversión de rescate marítimo para las USAAF.

## Operadores
Argentina
- Armada Argentina:[3] recibió cuatro Grumman G-15 nuevos (equivalentes al J2F-4) en 1939, para complementar a los ocho Grumman G-20 (versión de exportación del Grumman JF-2) recibidos en 1937.[4] En 1946-47, se adquirieron 32 Duck ex Armada estadounidense (consistiendo en un J2F-4, 24 J2F-5 y 7 J2F-6), permaneciendo en uso los últimos ejemplares hasta 1958.[5]

 Colombia
- Armada de la República de Colombia:[6] operó tres ejemplares desde 1948.

 Estados Unidos
- Fuerzas Aéreas del Ejército de los Estados Unidos
- Guardia Costera de los Estados Unidos
- Cuerpo de Marines de los Estados Unidos
- Armada de los Estados Unidos

 México
- Armada de México: empleó, tras la Segunda Guerra Mundial, tres hidroaviones J2F-6 que habían pertenecido a la Armada estadounidense.[7]

 Perú
- Marina de Guerra del Perú: empleó un ejemplar ex Armada estadounidense de 1961 a 1964.

## Apariciones notables en los medios
Un Grumman J2F Duck fue empleado en la película La guerra de Murphy de 1971, protagonizada por Peter O'Toole, en la que se ve una espectacular secuencia de brusco despegue desde el agua con una duración de tres minutos, así como varias escenas de vuelo y acrobacia aérea.

## Especificaciones (J2F-6)
Referencia datos: Jane’s Fighting Aircraft of World War II

### Características generales
- Tripulación: Dos (piloto y observador)
- Capacidad: Dos pilotos rescatados
- Longitud: 10,4 m (34 ft)
- Envergadura: 11,9 m (39 ft)
- Altura: 4,3 m (13,9 ft)
- Superficie alar: 38 m² (409 ft²)
- Peso vacío: 2485 kg (5476,9 lb)
- Peso cargado: 3496 kg (7705,2 lb)
- Planta motriz: 1× motor radial de nueve cilindros refrigerado por aire Wright R-1820-54.
  - Potencia: 670 kW (924 HP; 911 CV)

### Rendimiento
- Velocidad máxima operativa (Vno): 304 km/h (189 MPH; 164 kt)
- Velocidad crucero (Vc): 248 km/h (154 MPH; 134 kt)
- Velocidad de entrada en pérdida (Vs): 112 km/h (70 MPH; 60 kt)
- Alcance: 1255 km (678 nmi; 780 mi)
- Techo de vuelo: 6100 m (20 013 ft)

### Armamento
- Armas de proyectiles: 1x Browning M1919 de calibre 7,62 mm en montaje flexible en cabina trasera
- Bombas: hasta 295 kg de bombas o cargas de profundidad

## Aeronaves relacionadas

### Desarrollos relacionados
- Grumman JF Duck
- Columbia XJL

### Aeronaves similares
- Loening OL

### Secuencias de designación
- Secuencia G-_ (interna de Grumman): ← G-12 - G-13 - G-14 - G-15 - G-16 - G-17 - G-18 →
- Secuencia J_F (Aviones Utilitarios del USN/USMC, 1931-1955 (Grumman, 1931-1962)): JF - J2F - J3F - J4F
- Secuencia OA-_ (Aviones anfibios de observación del USAAC/USAAF, 1925-1948): ← OA-9 - OA-10 - OA-11 - OA-12 - OA-13 - OA-14 - OA-15 →